# Beta-propeller
En biologie structurelle, un β-propeller est une structure tertiaire de certaines protéines caractérisée par l'arrangement de quatre à huit feuillets β en forme de lame autour d'un axe central selon une configuration toroïdale. Chaque feuillet β est typiquement formé de quatre brins β antiparallèles tordus de telle sorte que les premier et dernier brins sont presque perpendiculaires l'un à l'autre. Une étude visant à établir les principes structuraux des β-propellers a montré que la structure à sept lames est la plus favorable d'un point de vue géométrique.

## Exemples
Par exemple, la neuraminidase virale des virus de la grippe est une protéine à β-propeller à six lames dont la forme active est un tétramère. C'est l'une des deux protéines de l'enveloppe virale, qui catalyse le clivage de molécules d'acide sialique à partir de protéines de la membrane plasmique de cellules saines pour y faciliter l'entrée de nouveaux virions.
La protéine UVR8 (en) des plantes, qui détecte les UV-B possède un β-propeller à sept lames dimérisé qui se dissocie à la suite de l'absorption d'UV-B.
Les répétitions WD40, également appelées répétitions β-transducine, sont de courts fragments présents avant tout chez les eucaryotes,. Elles sont souvent assemblées en unités de quatre à seize répétitions en tandem pour former un domaine structurel critique pour les interactions protéine-protéine.
Un β-propeller du récepteur de LDL constitue un composant critique de cette protéine et intervient dans un changement conformationnel induit par une variation de pH : à pH neutre, la protéine présente une conformation linéaire étirée qui lui permet de se lier à des ligands (PCSK9) ; à pH faible (acide), la conformation linéaire évolue vers une formation en épingle à cheveux dont le β-propeller bloque la liaison aux ligands,.